# Zhanggong

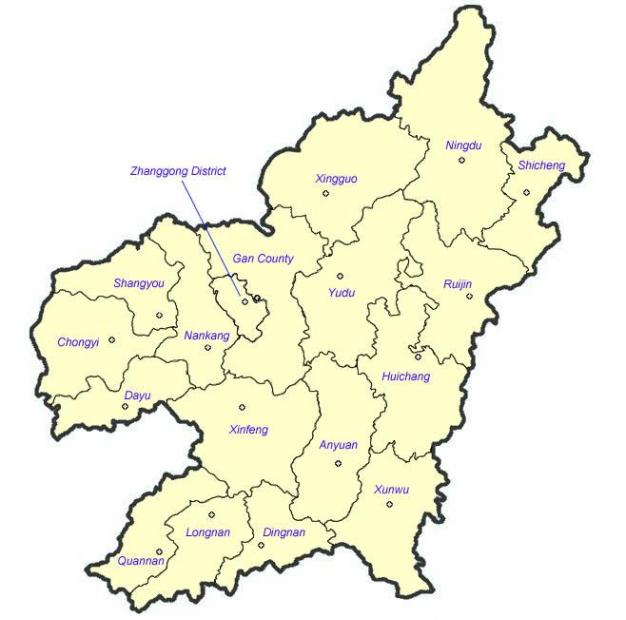
Lage von Zhanggong im Verwaltungsgebiet von Ganzhou

Der Stadtbezirk Zhanggong (chinesisch 章贡区, Pinyin Zhānggòng Qū) ist ein Stadtbezirk der bezirksfreien Stadt Ganzhou in der Provinz Jiangxi der Volksrepublik China. Er hat eine Fläche von 478,8 km² und zählt 642.653 Einwohner (Stand: Zensus 2010). Er ist Zentrum und Regierungssitz von Ganzhou.
Hier befindet sich die Dongjin-Brücke.

## Administrative Gliederung
Auf Gemeindeebene setzt sich der Stadtbezirk aus fünf Straßenvierteln und neun Großgemeinden zusammen. 